# Canton de Saint-Amant-Tallende
Le canton de Saint-Amant-Tallende est une ancienne division administrative française située dans le département du Puy-de-Dôme et la région Auvergne. À la suite du redécoupage des cantons du Puy-de-Dôme, ce canton n'existe plus et les communes le composant ont été intégrées à des cantons nouveaux.

## Géographie
Ce canton est organisé autour de Saint-Amant-Tallende dans l'arrondissement de Clermont-Ferrand. Son altitude varie de 408 m (Saint-Amant-Tallende) à 1 529 m (Saulzet-le-Froid) pour une altitude moyenne de 646 m.

## Histoire
- De 1833 à 1848, les cantons de Veyre-Monton et de Saint-Amant-Tallende avaient le même conseiller général. Le nombre de conseillers généraux était limité à 30 par département.
- Ce canton a été supprimé en mars 2015 à la suite du redécoupage des cantons du Puy-de-Dôme, appliqué le 25 février 2014 par décret[1] :
- Aydat, Cournols, Olloix, Saint-Sandoux, Saint-Saturnin, Saulzet-le-Froid et Le Vernet-Sainte-Marguerite intègrent le nouveau canton d'Orcines ;
- Chanonat et Saint-Amant-Tallende intègrent le nouveau canton des Martres-de-Veyre.

## Représentation

### Conseillers généraux de 1833 à 2015
| Période | Période      | Identité                               | Étiquette      | Qualité |
| ------- | ------------ | -------------------------------------- | -------------- | --- |
| 1833    | 1836         | Philibert Le Normant Baron de Flagheac |                | Propriétaire, maire de Saint-Amant-Tallende                                                                     |
| 1836    | 1845         | Antoine Bonjour (1777-1863)            |                | Notaire aux Martres-de-Veyre                                                                                    |
| 1845    | 1848         | Antoine Gilbert Dessaigne              | Centre         | Président du Tribunal de Clermont Député (1837-1846)                                                            |
| 1848    | 1870         | Alexis Girard-Pallet                   |                | Notaire, juge de paix, propriétaire, maire de Saint-Amant-Tallende                                              |
| 1870    | 1871         | Jean Mège-Girard (1815-1877)           |                | Notaire, maire de Saint-Amant-Tallende                                                                          |
| 1871    | 1895         | Agénor Bardoux                         | Républicain    | Avocat, Député (1871-1875 et 1876-1881) Sénateur (1882-1897) Sous-secrétaire d'Etat (1875) Ministre (1877-1879) |
| 1895    | 1900 (décès) | Thomas Sénectaire                      | Républicain    | Vétérinaire Maire de Saint-Amant-Tallende (1896-1900)                                                           |
| 1900    | 1932 (décès) | Louis Darteyre                         | Rad. puis SFIO | Médecin Sénateur (1927-1932) Maire de Saint-Amant-Tallende (1909-1932)                                          |
| 1932    | 1940         | Pierre Girard-Rodier                   | PRS            | Négociant à Saint-Amant-Tallende, conseiller d'arrondissement Nommé conseiller départemental en 1942            |
|         |              |                                        |                | |
| 1945    | 1951         | Antoine Maugues                        | Rad.-RGR       | Négociant au Vernet-Sainte-Marguerite                                                                           |
| 1951    | 1964         | Marcel Monestier Rives                 | RGR-Rad.       | Maire de Saint-Sandoux (1959-1965)                                                                              |
| 1964    | 1979         | Roland Viel                            | SFIO           | Maire d'Aydat (1953-1983) Président de la Chambre d'agriculture                                                 |
| 1979    | 1987 (décès) | Jacques Pignol                         | DVD            | Docteur en médecine Maire de Saint-Amant-Tallende                                                               |
| 1987    | 2008         | Jean-Marc Juilhard                     | UDF puis UMP   | Arboriculteur Maire de Saint-Sandoux (1971-1998) Sénateur (2001-2011)                                           |
| 2008    | 2015         | Claude Graulière                       | SE             | Notaire à Saint-Amant-Tallende                                                                                  |

### Conseillers d'arrondissement (de 1833 à 1940)
| Période                                  | Période          | Identité                                                                | Étiquette | Qualité |
| ---------------------------------------- | ---------------- | ----------------------------------------------------------------------- | --------- | --- |
| 1833                                     | 1845             | Pierre Maugue-Champflour                                                |           | Receveur de la Régie nationale, propriétaire à Saint-Amant-Tallende                                         |
| 1845                                     | 1848             | Jules Antoine Vimal des Prés, dit Vimal Dufernin de Fléchat (1804-1873) |           | Licencié en droit, maire de Saint-Amant-Tallende                                                            |
| 1848                                     | 1852             | Charles Bouchet                                                         |           | Propriétaire à Aydat                                                                                        |
| 1852                                     | 1864             | Simon Chomette                                                          |           | Maire de Saint-Saturnin                                                                                     |
| 1864                                     | 1867             | Annet Pireyre                                                           |           | Propriétaire, maire de Saint-Amant-Tallende, ancien greffier de la justice de paix                          |
| 1867                                     | 1877             | Jacques-Jules Queylard                                                  |           | Maire de Saint-Saturnin                                                                                     |
| 1877                                     | 1894 (démission) | Guillaume Alphonse Pradat (1858-1916)                                   |           | Maire de Saint-Amant-Tallende                                                                               |
| 22 juil. 1894                            | 1910             | Etienne-Antoine, dit Antonin Girard                                     |           | Maire d'Aydat                                                                                               |
| 1910                                     | 1932             | Pierre Girard-Rodier                                                    | PRS       | Négociant à Saint-Amant-Tallende                                                                            |
| 1932                                     | 1940             | François Bellot-Besson                                                  |           | Cultivateur-exploitant au Vernet-Sainte-Marguerite                                                          |
| 1940                                     |                  |                                                                         |           | Les conseils d'arrondissement ont été suspendus par la loi du 12 octobre 1940 et n'ont jamais été réactivés |
| Les données manquantes sont à compléter. |                  |                                                                         |           | |

## Composition
Le canton de Saint-Amant-Tallende groupait 9 communes et comptait 8 695 habitants en 2012 (population municipale).
| Nom                              | Code Insee | Intercommunalité           | Superficie (km2) | Population (dernière pop. légale) | Densité (hab./km2) |
| -------------------------------- | ---------- | -------------------------- | ---------------- | --------------------------------- | ------------------ |
| Saint-Amant-Tallende (chef-lieu) | 63315      | CC Mond'Arverne Communauté | 4,97             | 1 775 (2014)                      | 357                |
| Aydat                            | 63026      | CC Mond'Arverne Communauté | 50,22            | 2 294 (2014)                      | 46                 |
| Chanonat                         | 63084      | CC Mond'Arverne Communauté | 12,70            | 1 633 (2013)                      | 129                |
| Cournols                         | 63123      | CC Mond'Arverne Communauté | 10,76            | 237 (2014)                        | 22                 |
| Olloix                           | 63259      | CC Mond'Arverne Communauté | 11,92            | 318 (2014)                        | 27                 |
| Saint-Sandoux                    | 63395      | CC Mond'Arverne Communauté | 9,84             | 935 (2014)                        | 95                 |
| Saint-Saturnin                   | 63396      | CC Mond'Arverne Communauté | 16,86            | 1 118 (2014)                      | 66                 |
| Saulzet-le-Froid                 | 63407      | CC Dômes Sancy Artense     | 28,21            | 262 (2014)                        | 9,3                |
| Le Vernet-Sainte-Marguerite      | 63449      | CC du Massif du Sancy      | 25,03            | 306 (2014)                        | 12                 |

## Démographie
| 1962  | 1968  | 1975  | 1982  | 1990  | 1999  | 2006  | 2011  | 2012  |
| ----- | ----- | ----- | ----- | ----- | ----- | ----- | ----- | ----- |
| 4 667 | 4 728 | 4 863 | 5 786 | 6 281 | 7 304 | 8 292 | 8 664 | 8 695 |